# Martha Remmert
Martha Remmert, född 4 augusti 1853 i Gross Schwein nära Glogau, Schlesien, död 28 januari 1941 i Neuses (Coburg), var en tysk pianist. 
Remmert, som var lärjunge till Theodor Kullak, Carl Tausig och Franz Liszt, företog från 1878 vidsträckta konsertresor (som bland annat förde henne till Stockholm 1891) och vann stora framgångar särskilt som Lisztspelare. Hon var en längre tid bosatt i Berlin, där föranstaltade kammarmusikaftnar med musik av Ludwig van Beethoven samt stiftade en Franz-Liszt-akademi och 1905 ett internationellt Franz-Liszt-samfund, vilkas ordförande hon var.